# Gera
Gera je grad u njemačkoj saveznoj pokrajini Tiringiji, u središnjem dijelu Njemačke. Prema popisu s kraja 2007. godine, grad ima 101.618 stanovnika. Treći je grad po veličini u Tiringiji, iza Erfurta i Jene.
Rodni je grad njemačkog slikara Otta Dixa, kao i hrvatskog litografa i tiskara Dragutina Albrechta.

## Gradovi prijatelji
- Arnhem, Nizozemska
- Goražde, Bosna i Hercegovina
- Kuopio, Finska
- Nürnberg, Njemačka
- Plzeň, Češka
- Saint-Denis, Francuska
- Skierniewice, Poljska
- Sliven, Bugarska
- Temišvar, Rumunjska

## Vanjske poveznice
- Službena stranica

### Ostali projekti
|  | Zajednički poslužitelj ima još gradiva o temi Gera |